# Daljni Vrh
Daljni Vrh je naselje v Mestni občini Novo mesto. 
Skozi naselje teče železniška proga Ljubljana - Novo mesto.